# WASP-18b
WASP-18b是一颗以公转周期很短，小于1个地球日而聞名的太陽系外行星，其質量大約為10倍木星質量，刚好低于行星和棕矮星的13倍木星質量分界线。因為潮汐減速，一般認為該恆星在之後一百萬年內會以螺線軌跡逐漸接近母恆星，最終被母恆星WASP-18吞噬。WASP-18b距離母恆星約310萬公里，距離地球約410光年。該行星由英格蘭基爾大學的天文學家科埃·赫利尔（Coel Hellier）為首的團隊發現。

## 概要
基爾大學和美國馬里蘭大學學院市分校的天文學家正在努力了解這顆行星是否在預期被摧毀時間前不久（低於其預期壽命0.1%）偶然被發現；或者WASP-18b的潮汐消散其實比天文學家預期的低得多。接下來十年內對WASP-18b的觀測可以讓天文學家計算其軌道衰減率。
太陽系中與WASP-18b狀況最類似的例子是火星的衛星火卫一。火卫一的軌道半徑只有約9000公里，相當於地球和月球距離的四十分之一，天文學家預期火衛一大約在1100萬年後被潮汐力摧毀。

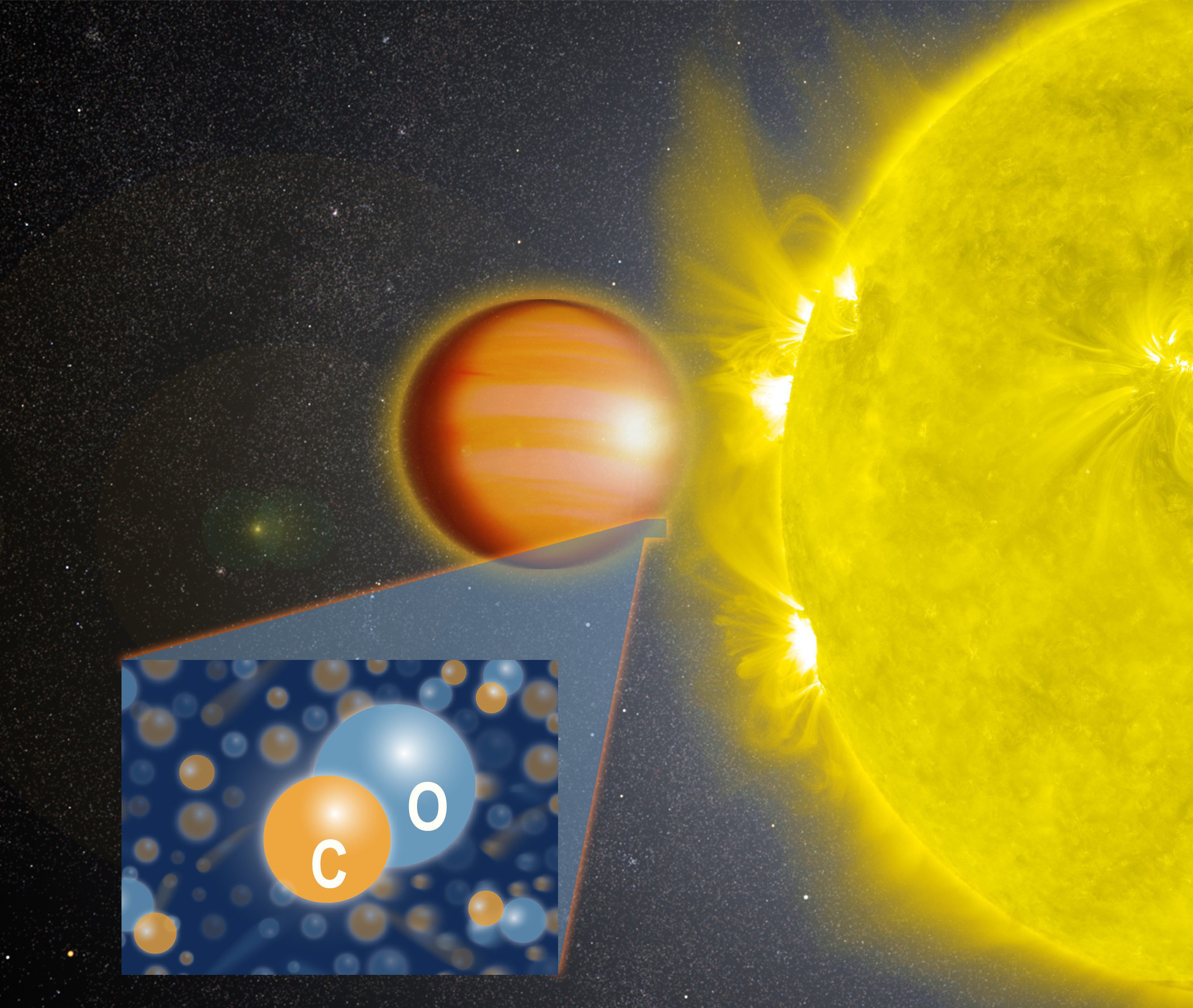
天文學家在WASP-18b的平流層中發現大量一氧化碳示意圖。

## 外部連結
维基共享资源上的相關多媒體資源：WASP-18b